# Égialée (Sicyone)
Pour les articles homonymes, voir Égialée.
Dans la mythologie grecque, Égialée ou Ægialée (en grec ancien Αἰγιαλεύς / Aigialeús) est le fondateur mythique de la ville d'Égialée, ensuite renommée Sicyone.
Deux traditions distinctes s'opposent sur lui :
1. Selon le pseudo-Apollodore, il est le fils du dieu fleuve d'Argolide Inachos et de l'Océanide Mélia, et le frère de Phoronée. Il meurt sans héritier.
2. Selon Pausanias, il passe pour un autochtone de la région de Sicyone et a un fils, Europs.

## Sources
- Pseudo-Apollodore, Bibliothèque [détail des éditions] [lire en ligne] (II, 1, 1).
- Pausanias, Description de la Grèce [détail des éditions] [lire en ligne] (II, 5).